# Josip Franjo Domin
Josip Franjo Domin (* 28. Januar 1754 in Agram; † 19. Januar 1819 ebenda) war ein kroatisch-ungarischer Physiker, Priester und Mediziner. Er ist der Erfinder der Elektrotherapie.
Der aus Zagreb stammende Domin studierte Physik und Theologie an der Universität Wien. In Ungarn wurde er später der Dekan an der Fakultät für Philosophie und der Rektor der Universität Budapest. Anwendung findet die Elektrotherapie heute unter anderem zur Schmerzbehandlung, bei Durchblutungsstörungen, Erkrankungen des Bewegungsapparates, Lähmungen und Muskelschwäche.